# Седльце (Малопольське воєводство)
Седльце (пол. Siedlce) — село в Польщі, у гміні Коженна Новосондецького повіту Малопольського воєводства.
Населення — 827 осіб (2011).
У 1975-1998 роках село належало до Новосондецького воєводства.

## Демографія
Демографічна структура станом на 31 березня 2011 року:
|          | Загалом | Допрацездатний вік | Працездатний вік | Постпрацездатний вік |
| -------- | ------- | ------------------ | ---------------- | -------------------- |
| Чоловіки | 424     | 102                | 280              | 42                   |
| Жінки    | 403     | 102                | 222              | 79                   |
| Разом    | 827     | 204                | 502              | 121                  |